# Det gula ansiktet

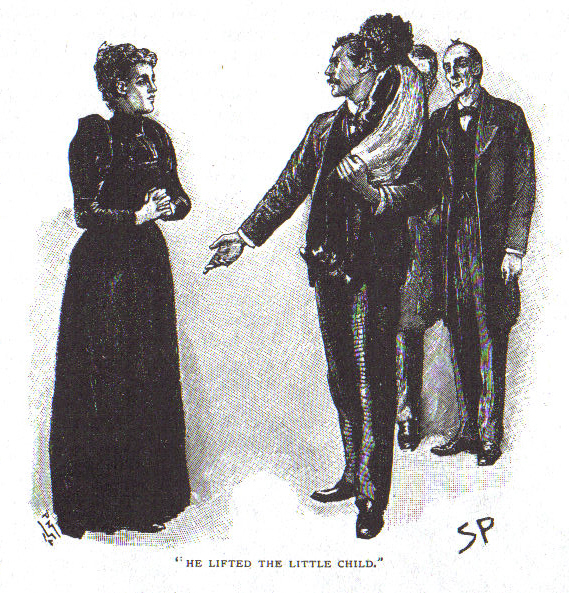
Grant Munro lyfter upp barnet. Illustration ur novellen av Sidney Paget.

Det gula ansiktet (engelska: The Adventure of the Yellow Face) är en av Sir Arthur Conan Doyles 56 noveller om detektiven Sherlock Holmes. Novellen publicerades första gången 1892. Novellen sticker ut eftersom Holmes deduktion denna gång är felaktig. Det gula ansiktet ingår i novellsamlingen The Memoirs of Sherlock Holmes.

## Handling
Året är 1888. Holmes blir kontaktad av mr. Grant Munro som berättar om sitt äktenskap. Hans fru, Effie, har tidigare varit gift i USA, men hennes förre man och även deras gemensamma barn avled i gula febern. Efter detta reste Effie till England, mötte och gifte sig med mr. Munro samt bosatte sig med honom i Norbury. Mr. Munro beskriver sitt äktenskap som mycket lyckligt, men han har ändå uppmärksammat vissa saker som gör honom konfunderad och misstänksam. Hans fru ville få en summa pengar av honom, och vägrade tala om syftet, hon har varit i kontakt med några människor de inte känner i en liten stuga och Grant Munro har sett ett märkligt gult ansikte i ett fönster i denna stuga. Munro blev vid ett tillfälle väldigt svartsjuk och tog sig in i stugan, men fann den tom på människor. Emellertid fann han ett foto av sin fru på spiselkransen.
Holmes skickar iväg mr. Munro med ordern om att han ska telegrafera om stugan återigen blir bebodd. Holmes berättar sedan för Watson att han tror att det mystiska ansiktet är Effie Munros förste man som utpressar henne. 
Mr. Munro telegraferar efter Holmes och Watson och de tre tar sig in i stugan. Där är Effie Munro och också personen med det gula ansiktet. Det gula ansiktet visar sig vara en mask bakom vilken en svart liten flicka finns. Effie Munro berättar att hennes förste man verkligen är död, men att detta är deras gemensamma dotter som överlevt. Hon var orolig över att Mr. Munro kanske inte skulle älska henne om han visste att hon hade barn med en svart man. Hon hade använt pengarna hon fått av Grant Munro till att sända över sin dotter med barnsköterska till England, och låtit installera dem i denna stuga. 
Grant Munro svarar genom att lyfta upp barnet, kyssa det och bjuda sin fru armen.
Holmes säger till Watson att om han någonsin igen blir för säker på sin sak så ska Watson viska ordet "Norbury" i hans öra.